# Edvard Perséus
Edvard Perséus, ursprungligen Persson, född 23 december 1841 i Lund, död 7 oktober 1890 i Stockholm, var en svensk konstnär och hovintendent.  

## Biografi
Perséus arbetade ursprungligen som yrkesmålare i Lund. Under gesälltiden tog han sig namnet Perséus och samtidigt beslöt han sig för att utbilda sig till konstnär. De första grunderna lärde han sig av ritmästare Magnus Körner  i hemstaden. 1861 reste han till Stockholm för att studera vid Konstakademien, bland annat för Johan Christoffer Boklund. 1867 for han vidare till Düsseldorf där han studerade under två år, varefter han for vidare till München för arbete i Carl von Pilotys ateljé.
Efter en stipendietid i Italien och Frankrike slog han sig ned i Stockholm 1875 och öppnade året därpå en privat målarskola, då ett par ungdomar började måla stilleben i hans ateljé. Till ateljén strömmade allt fler, och snart målades även efter levande - klädd - modell. Enligt utsago uppträdde mästaren i tofflor, cigarr i munnen, håret i alla väder. Han var skämtsam och pratsam och hade efter lektionernas slut många intressanta saker att visa i gamla böcker och gravyrsamlingar. Han sökte intressera studenterna för de historiska ämnen, som sysselsatte honom själv, men allt var för övrigt lika bra att måla, om man endast naivt följde naturen. Han var sina elevers äldre kamrat. Hans från allt pedanteri fria undervisning gav en god grund åt mer än en famlande talang. 1879-1889 fick han konstnärsarvode med viss undervisningsskyldighet av konstakademien.      
Han uppträdde ej med några anspråk på att reformera eller revolutionera, lärde ej ut något nytt sätt att se, sökte ej påtvinga någon den ena eller andra målningsmetoden efter recept, krånglade ej till uppgifterna, spred ej modlöshet bland de osäkra, uppmuntrade dem tvärtom - det var, enligt hans åsikt, alls ingen konst att måla, om man blott var ärlig och flitig "och om man var livad".
Stamtruppen i det svenska målarsläkte, som utbildades under åren fram till 1880, bestod till en god del av Perséus' elever från ateljén Valhalla på Mäster Samuelsgatan och från sommarstudierna på Gripsholm och Erik XIV:s renässanskammare. Bland dessa elever fanns Richard Bergh, Oscar Björck, Nils Kreuger, Eugène Jansson, Carl Fredrik von Saltza, J.A.G Acke, Robert Thegerström, Johan Tirén, Johan Krouthén, Axel Jungstedt, Ivar Nyberg, Karl Aspelin, Karl Nordström, Erik Sääf, Edvard Rosenberg, Johan Kindborg, Justus Lundegård, Anshelm Schultzberg. Flertalet av dessa överflyttade sedan till Akademin.
1882 utnämndes han till hovintendent och blev ansvarig för Oscar II:s konstsamlingar. Han är representerad på Nationalmuseum, Norrköpings konstmuseum, Göteborgs konstmuseum, Kalmar konstmuseum och Waldemarsudde. Perséus är begravd på Norra begravningsplatsen utanför Stockholm.

## Galleri

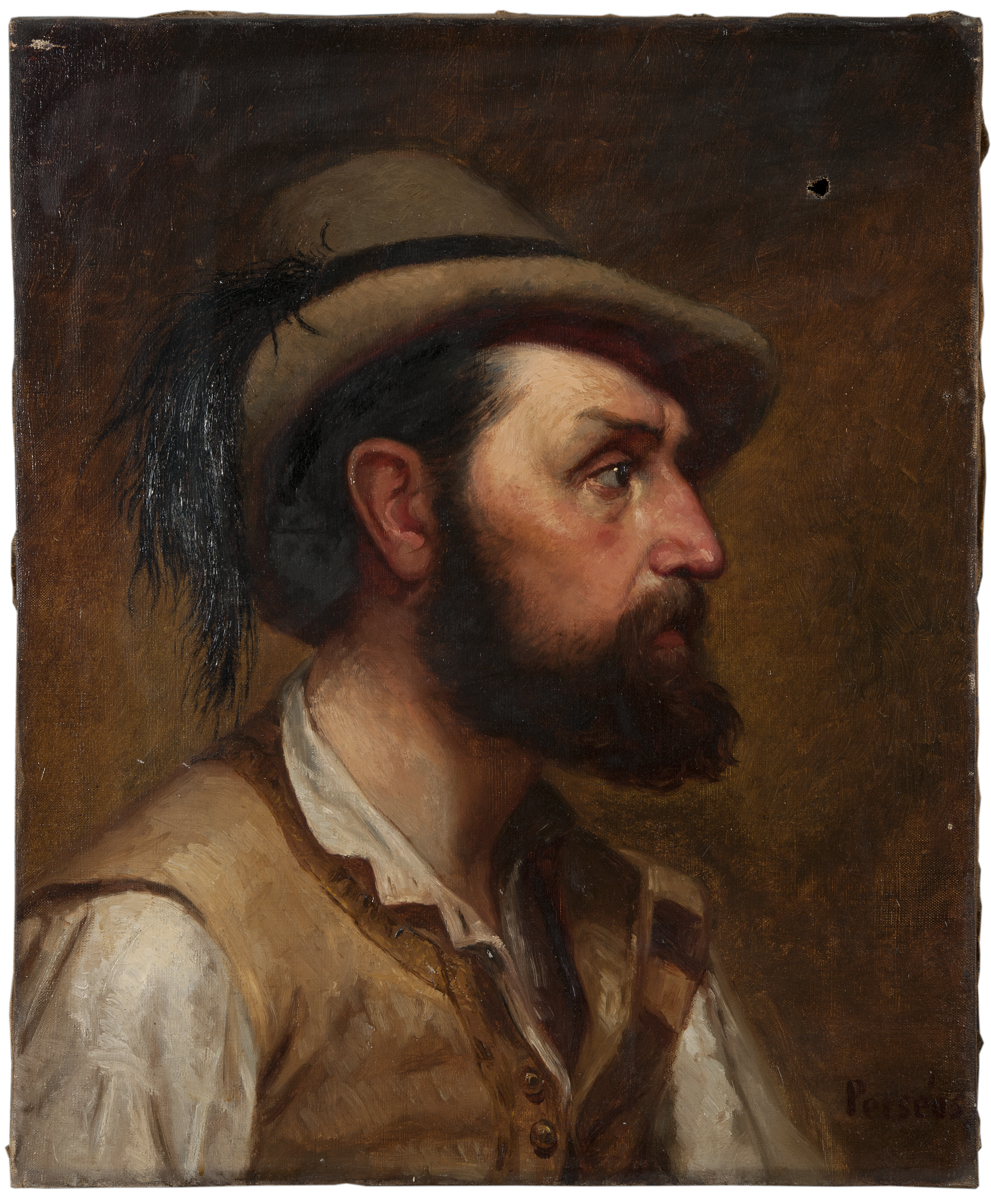
Självporträtt som jägare (u. å.)
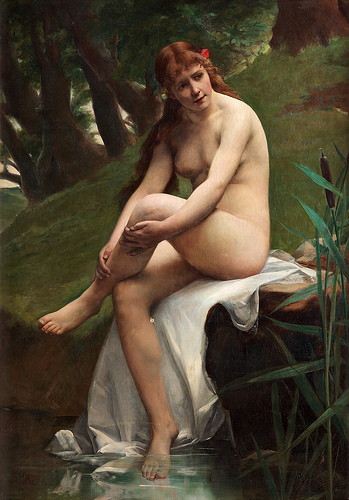
Modellstudie (1872)
Pojke i profil. Studie (u. å.)
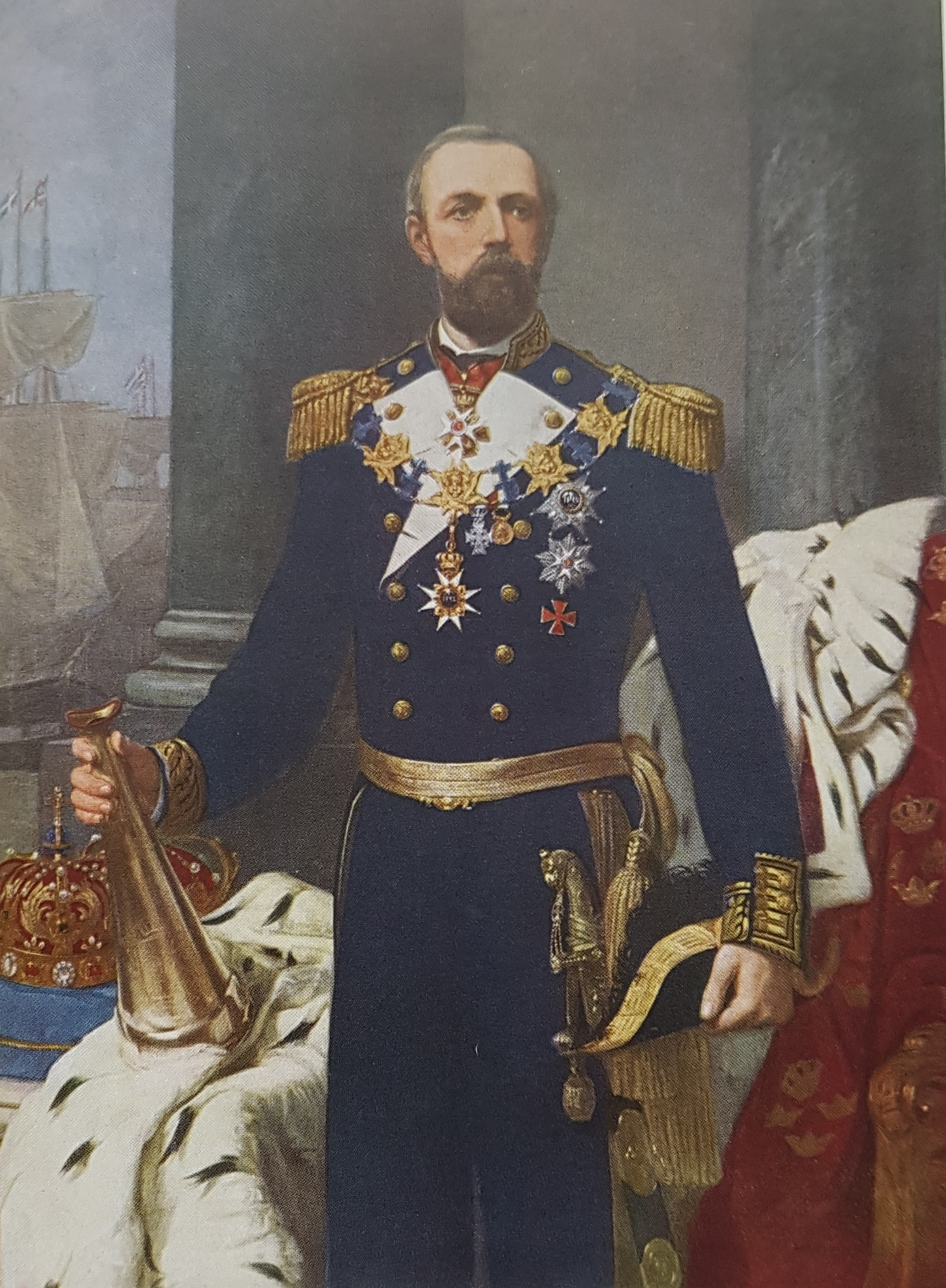
Oskar II som amiral (u. å.)
Skiss till porträtt av okänd man och okänd kvinna (u. å.)
Stadsvy med hamn. Studie (u. å.)